# Kanton Roubaix-1
Der Kanton Roubaix-1 ist ein französischer Wahlkreis im Arrondissement Lille, im Département Nord und in der Region Hauts-de-France. Er entstand 2015 durch ein Dekret vom 17. Februar 2014 und besteht seither aus einem Teil der Stadt Roubaix.